# Jacopino del Conte
Jacopino del Conte (* ca. 1515 in Florenz; † 10. Januar 1598 in Rom) war ein italienischer Maler, der in Rom und Florenz zur Zeit des Manierismus tätig war.

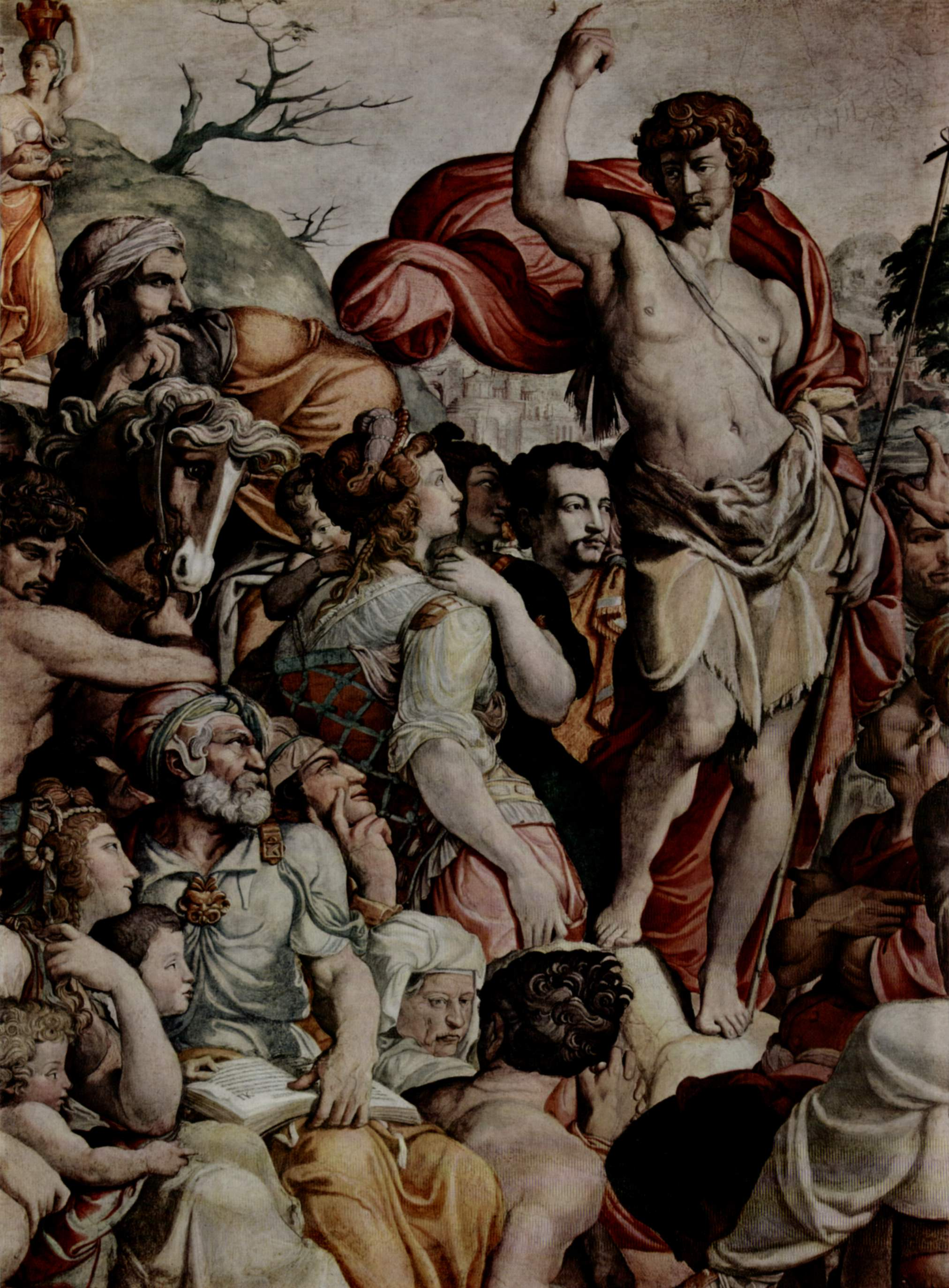
Jacopino del Conte: Predigt Johannes des Täufers

## Leben
Jacopino del Conte wurde in Florenz geboren, zog aber als junger Mann nach Rom, wo er in erster Ehe die Schwester des Architekten Nanni di Baccio Bigio und in zweiter Ehe Livia Biondi heiratete. Er lebte im künstlerischen Umfeld Buonarrotis und erlernte die Kunst der Porträtmalerei bei Ridolfo Ghirlandaio. Vasari schrieb über ihn, dass er seit seiner Jugend eine große Vorliebe für natürliche Porträts hatte und dies zu seinem Hauptberuf machen wollte [...] als Jugendlicher zeichnete er so gut, dass er die Hoffnung hegte, wenn er so weitermachte, ein hervorragender Zeichner zu werden. Aus Neid und Konkurrenzdenken beendete Michelangelo seine Beziehung zu Jacopino abrupt.

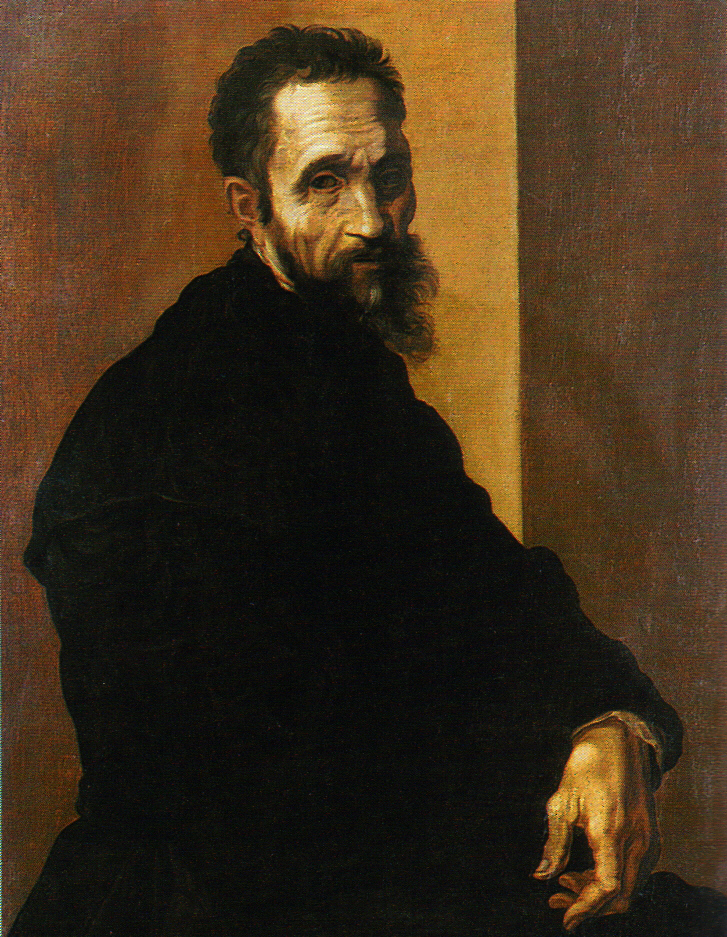
Michelangelo Buonarroti

Er war ein Künstler des reifen Manierismus, der von der Kunstkritik durch das Interesse von Federico Zeri wiederentdeckt wurde, der ihn als Thema für seine Dissertation wählte (Zeri promovierte 1945 bei Pietro Toesca). Jacopino war ein Schüler von Andrea del Sarto, in dessen Werkstatt er in Florenz arbeitete. Danach zog er nach Rom, um das Altarbild der Palafrenieri in St. Peter zu malen, das unter dem Einfluss von Meistern der vorherigen Generation wie Pontormo und Rosso Fiorentino stand. Es waren die Jahre des Pontifikats von Papst Paul III. Nach dem Trauma des Sacco di Roma von 1527 kehrte Rom mit einem veränderten Geist in das Zentrum der internationalen künstlerischen Bemühungen zurück. Nach dem Weggang der wichtigsten Persönlichkeiten, in den Jahren unmittelbar nach dem Sacco, an die peripheren Höfe wie Mantua und Genua, kehrten bedeutende Künstler wie Perino del Vaga in die päpstliche Hauptstadt zurück und wurden als Erben Raffaels und jenes goldenen Zeitalters, das der Zerstörung der Landsknechte vorausging, begrüßt. Die von Michelangelo angefertigten Bilder sind auch für Jacopino grundlegend. Wichtige sind auch die Vergleiche mit seinem Landsmann Daniele da Volterra und mit dem Rivalen Francesco Salviati.

## Werke
Jacopino war ein sorgfältiger Porträtist. Eines seiner ersten Porträts war das von Buonarroti aus dem Jahr 1535, ein Porträt, das für eine Studie über den Künstler verwendet wurde. Er war mehrmals im Oratorium von Sam Giovanni Decollato tätig, wo er die Fresken der Verkündigung an Zacharias (um 1536), der Verkündigung des Täufers (1538) und der Taufe Christi (1541) vollendete. In dem letztgenannten Gemälde, das im Jahr der Enthüllung von Michelangelos Jüngstem Gericht entstand, beweist Jacopino seine volle Beherrschung der von den großen Meistern übernommenen Elemente, indem er die Neuerungen von Salviati, einen verwässerten Michelangelismus und die durch Stiche verbreiteten emilianischen Vorbilder kombinierte. Er schuf auch das Altarbild der Grablegung (1551), das sich in der Galleria Nazionale d’Arte Antica befindet. In San Luigi dei Francesi führte er in Zusammenarbeit mit Perino del Vaga Fresken aus (1547, Kapelle von S. Remigio). Seine späteren Werke zeigen eine Rückbildung und formale Versteifung, wie in seiner Magdalena in S. Giovanni in Laterano und seiner Pietà. In diesen letzten Jahren wurde er von einem tiefen religiösen Gefühl erfasst, das auch vom heiligen Ignatius von Loyola beeinflusst war, dessen Porträt er ebenfalls malte (1556, Rom, Generalkurie der Jesuiten).

### Porträts

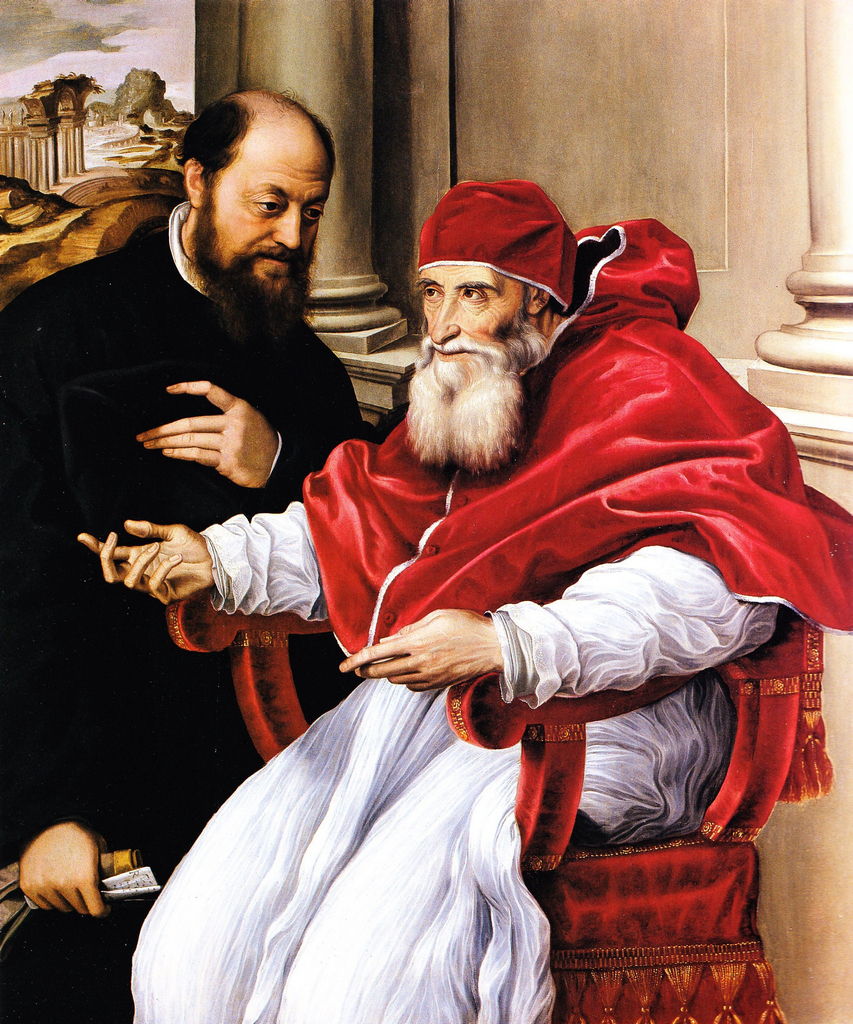
Papst Paul III. mit einem Ratsmitglied, Santa Francesca Romana

- Michelangelo Buonarroti, Museo Casa Buonarroti
- Papst Paul III., Sakristei von Santa Francesca Romana. Auf einer Kopie in der benediktinischen Olivetanerkirche in Rom ist der Papst in voller Größe mit Kardinal Ercole Gonzaga an seiner Seite dargestellt. Es wurden mehrere Kopien dieses Porträts angefertigt, von denen eine den Papst in halber Größe mit der Tiara zeigt, die er als Pfand für die Unterstützung des Türkenkriegs geben musste und die heute im Museum Fesch in Ajaccio aufbewahrt wird,
- Filippo Strozzi, posthumes Porträt, das die enge Beziehung des Malers zur Familie Strozzi sowie seine Sympathie für die oligarchische Partei der in Rom lebenden florentinischen republikanischen Dissidenten deutlich macht
- Livia Colonna, Tochter von Marcantonio und Lucrezia Gara della Rovere, Galleria Borghese, Rom, gilt offiziell als Porträt von Vittoria Farnese
- Giovanni Gaddi, Kunsthistorisches Museum in Wien
- Niccolò Ridolfi, Metropolitan Museum of Art, New York
- Piero Strozzi, von dem zwei Kopien in den Depots der Galleria Palatina in Florenz aufbewahrt werden
- Roberto Strozzi, Palazzo Vecchio, Florenz
- Filippo Strozzi, beschrieben im Jahr Ein großes Gemälde mit dem Porträt von Sig. Filippo in guter Erinnerung
- Leone Strozzi
- Lucrezia Borgia, aus dem Jahr 1532 in der Galleria Borghese in Rom
- Hl. Ignatius von Loyola, von dem er auch ein Porträt anfertigte (1556), das in der Ordensleitung der Jesuiten in Rom aufbewahrt wird